# Definició
Una definició és una explicació del significat d'una paraula o expressió mitjançant algun llenguatge, com per exemple el matemàtic o un d'algorítmic.

## Alguns tipus
En lexicografia es considera que ha de complir una sèrie de condicions per ser considerada apta per entrar en un diccionari: no contenir el terme definit ni un derivat (llevat que es defineixi aquest al seu torn), no ha de ser circular (una definició no pot remetre a una altra que remeti a la primera) i ha de ser suficient per entendre el sentit d'allò definit en condicions generals d'ús, de manera que es pugui substituir el terme per la definició en un context ordinari sense que es perdi informació.
Segons Aristòtil, una bona definició consta de l'essència o gènere, que indica la classe o la categoria general que classifica la paraula dins un conjunt i de l'espècie, que indica els atributs pel qual el mot es diferencia d'altres iguals. En lingüística se sol identificar l'essència amb un hiperònim o mot general.
La definició nominal que explica el significat d'un mot basant-se en sinònims, antònims o mots de la mateixa família.
La definició lògica que explica el significat d'un mot partint de l'aspecte més general i arribant a les dades més específiques.